# 216241 Renzopiano
216241 Renzopiano è un asteroide della fascia principale. Scoperto nel 2006, presenta un'orbita caratterizzata da un semiasse maggiore pari a 3,0339652 UA e da un'eccentricità di 0,0396489, inclinata di 8,38926° rispetto all'eclittica.